# Mieczysław Birnbaum
Mieczysław Birnbaum, ps. Mieczysław Binom (ur. 10 czerwca 1889 w Częstochowie, zm. 23-24 kwietnia 1940 w Katyniu) – polski publicysta i tłumacz żydowskiego pochodzenia, w młodości działacz ruchu rewolucyjnego, porucznik piechoty Wojska Polskiego, kawaler Orderu Virtuti Militari, ofiara zbrodni katyńskiej.

## Życiorys
Urodził się w Częstochowie w rodzinie żydowskiej. Jego rodzicami byli chazan Abraham Ber Birnbauma i Leonora z domu Frenkel. Jego siostra, Helena Gruszecka (1901–1982) była aktorką, a bratanek Jerzy Pomianowski (1921–2016) był pisarzem i tłumaczem.
Absolwent gimnazjum w Piotrkowie. Początkowo członek Socjaldemokracji Królestwa Polskiego i Litwy, później PPS–Frakcja Rewolucyjna. Studia przerwał z powodu aresztowania za udział w ruchu rewolucyjnym. Był więziony i skazany na zesłanie. W czasie I wojny światowej walczył w szeregach armii rosyjskiej. W 1917 bierze udział w tworzeniu Wojska Polskiego na wschodzie. Zorganizował Związek Wojsk Polskich w Jassach. Został wybrany członkiem Komitetu Wykonawczego Wojsk Polskich Frontu Rumuńskiego. Członek POW (KN 3). Jeden z delegatów gen. Józefa Hallera (razem z Bronisławem Nakoniecznikow-Klukowskim i Walerianem Czumą) wysłany 12 kwietnia 1918 do rządu RFSRR w celu uzyskania zgody na przemarsz korpusu z Ukrainy na teren Rosji pod kontrolą bolszewików, wobec żądania Niemców rozbrojenia korpusu. Bolszewicy nie wyrazili zgody na ewakuację II Korpusu za Dniepr. Konsekwencją odmowy bolszewików było rozbicie II Korpusu w bitwie pod Kaniowem przez Niemców. Szef wydziału politycznego II Oddziału Sztabu Generalnego WP, porucznik piechoty WP (1918–1921). 
Zaufany emisariusz Józefa Piłsudskiego, z jego nominacji przedstawiciel Naczelnego Dowództwa Wojska Polskiego w rokowaniach polsko-bolszewickich w Mikaszewiczach (w czasie wojny polsko-bolszewickiej) i faktyczny negocjator.
Tłumacz literatury rosyjskiej, m.in. Antoniego Czechowa. Jako pierwszy przetłumaczył na język polski opowiadania Izaaka Babla i Jewgienija Zamiatina.

W czasie kampanii wrześniowej 1939, po agresji ZSRR na Polskę, w nieznanych okolicznościach wzięty do niewoli sowieckiej. Osadzono go w obozie jenieckim w Kozielsku. 23 lub 24 kwietnia 1940 został zamordowany przez funkcjonariuszy NKWD w Katyniu i tam pogrzebany w bezimiennej mogile zbiorowej, gdzie od 28 lipca 2000 mieści się oficjalnie Polski Cmentarz Wojenny w Katyniu. W Lesie Katyńskim prowadzone były ekshumacje i prace archeologiczne. W 1943 jego ciało zostało zidentyfikowane w mundurze w toku ekshumacji prowadzonych przez Niemców pod numerem 2579, a przy zwłokach znaleziono: pismo Urzędu Pracy, Krzyż i Legitymację Virtuti Militari, 2 odznaczenia oraz kartę na broń. Figuruje na liście wywózkowej 040/1 z kwietnia 1940 oraz na liście Komisji Technicznej PCK pod numerem 02579. 
5 października 2007 minister obrony narodowej Aleksander Szczygło mianował go pośmiertnie na stopień kapitana. Awans został ogłoszony 9 listopada 2007 w Warszawie, w trakcie uroczystości „Katyń Pamiętamy – Uczcijmy Pamięć Bohaterów”.

## Ordery i odznaczenia
- Krzyż Srebrny Orderu Wojskowego Virtuti Militari nr 6741[5]
- Krzyż Niepodległości – 17 marca 1932 „za pracę w dziele odzyskania niepodległości”[26]
- Krzyż Walecznych[5]
- Złoty Krzyż Zasługi – 9 listopada 1929 „za zasługi na polu pracy narodowej i społecznej”[27]

## Twórczość
- Partja winta A. P. Czechow (tł. M. Binom, Warszawa, „Rój”, 1926)
- Ludzie jaskiniowi i inne opowiadania J. Zamiatin (tł: pod pseud. Binom, poprawił i uwspółcz.: M. K. Tekst oparty na wydaniu „Roju” z 1927 r., Warszawa: WIS 1986)
- Gasnącemu światu (słowa: pod pseud. M. Binom; rys. St. Dobrzyński, Warszawa, s.n. 1930)
- Raj na ziemi (Warszawa: Wojskowy Instytut Naukowo-Wydawniczy, Zakłady Wydawniczo-Drukarskie „Praca” 1930)[28]
- Utwory wybrane I.Babel (tł. pod pseud. Mieczysław Binom, wstęp Jerzy Pomianowski, Warszawa, „Czytelnik”, 1961)
- Historia jednego konia I. Babel (tł. pod pseud. Mieczysław Binom; wyboru dokonał Ziemowit Fedecki, Warszawa, „Czytelnik”, 1988)